# Nikolaj Noskov
Nikolaj Ivanovitsj Noskov (Russisch: Николай Иванович Носков, Gzjatsk, 12 januari 1956) is een Russische zanger. Van 1987 tot 1991 was hij de leadzanger van de band Gorky Park, Geëerd Kunstenaar van de Russische Federatie.

## Biografie
Noskov werd op 12 januari 1956 geboren in Gzjatsk. Hij groeide op in een gemiddelde Sovjet-arbeidersfamilie. Op achtjarige leeftijd verhuisde hij naar Tsjerepovets. Als kind was hij al geïnteresseerd in muziek, maar hij ging niet naar een muziekschool. Hij leerde zichzelf om gitaar, trommel en piano te spelen. Het bespelen van de trompet leerde hij bij zijn dienstplicht bij de luchtmacht. Ook was Noskov geïnteresseerd in westerse muziek als tiener.
In 1980 werd Noskov uitgenodigd door een producer om naar Moskou te komen. Hij maakte deel uit van verschillende groepen, maar hij verliet de groepen allemaal na korte tijd. Een jaar later kwam hij in contact met producer David Toechmanov die hij leadzanger wilde maken van een hardrockband onder de naam Moskva. De band bracht één album uit, maar werd daarna door de autoriteiten onderdrukt waardoor de band moest stoppen. Hierna zong Noskov nog in de groep Pojoesjtsjie serdtsa (Russisch: Поющие сердца) en deed auditie voor een plek in de groep Aria.
De rockzanger Stas Namin richtte in 1987 de groep Gorky Park op, waarvan Noskov zanger werd. De groep ruilde al snel de Sovjet-Unie in voor de Verenigde Staten. De groep kwam al snel in contact met enkele bekende gezichten in muziekwereld, die de groep aan een platencontract hielp bij Mercury Records. Na drie jaar in Gorky Park verliet hij de groep vanwege persoonlijke redenen.
Na zijn tijd in Gorky Park begon Noskov een solocarrière. Hij bracht in 1994 zijn eerste album Mother Russia uit, zijn enige Engelstalige album tot nu toe. Daarna begon Noskov vooral op te treden voor Russisch publiek.
In de jaren die volgden bracht Noskov nog zes albums uit en kreeg vijfmaal de prijs Gouden Grammofoon. In 2015 was hij lid van het jurypanel van Glavnaja stsena, de Russische versie van X Factor.

## Privéleven
Noskov trouwde in 1978 met een vrouw. Hij kreeg één dochter en kreeg een kleindochter in 2015.

## Discografie

### Albums

#### Albums metMoskva
- N. L. O. (1982)

#### Albums met Gorky Park
- Gorky Park (1988)

#### Soloalbums
- Mother Russia (1994)
- Blazj (1998)
- Paranojja (1999)
- Disjoe na tisjnoj (2000)
- Po pojas na nebe (2006)
- Bez nazvania (2012)